# كارلوس بيرنير
كارلوس بيرنير (بالإنجليزية: Carlos Bernier)‏ هو لاعب كرة قاعدة أمريكي، ولد في 28 يناير 1927 في خوانا دياز ‏ في الولايات المتحدة، وتوفي بنفس المكان في 6 أبريل 1989.

## وصلات خارجية
- كارلوس بيرنير على موقعبيزبول رفرنس.كوم (الدوري الرئيسي) (الإنجليزية)